# Piv Bernth
Piv Bernth (født 20. juli 1956 i Nykøbing Falster) er en dansk tv-producer. Hun har været producer på DR's succesfulde tv-serier Nikolaj og Julie og Forbrydelsen.
Bernth er uddannet instruktør gennem assistentjob ved Det Kongelige Teater fra 1977 til 1981. Hun har tillige en exam.art. i teatervidenskab fra Københavns Universitet i 1977.
I slutningen af 1980'erne forsøgte Bernth sig som filminstruktør med spillefilmen Den røde Tråd (1989).
Filmen blev dårligt modtaget af både anmeldere og publikum og er blevet kaldt "en rodet, dilettantisk farce".
I tiden efter havde hun mere held som instruktør på tv-satire serien Den Gode, Den Onde og Den Virk'li' Sjove (1990-1991).
Senere i 1996 blev hun også instruktør på tv-serien Madsen og Co..
Igennem 1990'erne var Bernth involveret i en række teaterforestillinger.
I 1999 fungerede hun som producer ved DR's tv-serie Toast, og fortsatte som producer på en række andre DR-produktioner.
Særligt skattet blev hendes samarbejde med manuskriptforfatteren Søren Sveistrup med tv-serierne Nikolaj og Julie (2002-2003) og Forbrydelsen (2007, 2009 og 2012).
Som producent af disse store danske tv-serier måtte Bernth adskillige gange modtage hæderspriser.
I 2003 modtog hun en Emmy for Nikolaj og Julie og i 2010 en Guldnymfe ved Monte Carlo Television Festival for Forbrydelsen II.
Ved tv-branchefestivalen MIPCOM i Cannes i oktober 2013 blev Piv Bernth hædret med en World Screen Content Trendsetter Award for Forbrydelsen.
Udover Sveistrup-serierne har hun arbejdet med DR's store politiske dramaserie Borgen og den svensk-danske politi-tv-serie Broen.
I april 2012 overtog Bernth stillingen som DR's dramachef efter Ingolf Gabold,
og i efteråret 2013 satte magasinet Hollywood Reporter hende på listen over de 25 mest magtfulde kvinder i tv-branchen.
Hun valgte at opsige stillingen som dramachef med udgangen af november 2017, og i stedet at starte sit eget produktionsselskab.
Bernth er nu administrerende direktør i Apple Tree Productions, som hun stiftede sammen med Lars Hermann.

## Priser
- British Academy Television Awards for Forbrydelsen.